# 長嶺豊
長嶺 豊（ながみね ゆたか、1943年11月5日 - 2022年7月7日）は、佐賀県杵島郡若木村（現・武雄市）出身の元競艇選手。
弟の長嶺保も元ボートレーサー。

## 経歴
小学校5年の時に大阪府大阪市へ移り、中学時代は野球に熱中したが、身長が思うように伸びず、進学をあきらめ競艇選手になる道を選んだ。長嶺によると「裏街道に行ってもおかしくなかった」というほど荒んだ日々を送った時期もあったが、住之江で競艇のレースを観戦したのがきっかけで一念発起したという。大阪府モーターボート競走会補助員を経て、選手養成所の入所試験に2度目の受験で合格。1963年11月に競艇選手としてデビューし、ガッツあふれるプレーで「浪速のドン」と呼ばれる 。一方で「プレッシャーに弱い」とも評され、GIでの勝利数が10を超える一方でSGになかなか勝てなかったが、1993年に第40回全日本選手権競走（戸田）を当時のSG史上最年長優勝記録であった49歳11ヶ月で優勝。50歳目前にしてSG初勝利を挙げ、その時共に涙したファンも数多い。しかし、この記録はわずか4年後の1997年にモーターボート記念を52歳7ヶ月で優勝した安岐真人によって更新された。
1999年の賞金王シリーズ戦（住之江）では地元水面で、初日転覆の憂き目もその後怒涛の5連勝で優出して見せた。2000年4月に創設された「競艇名人戦」開会式で、選手班長として「若いもんがナンボのもんじゃい!」と言って会場を沸かせた。2001年2月15日の若松一般戦で最後の優勝を飾り（5号艇2コース進入）、2003年8月10日の多摩川一般戦「第36回報知新聞社賞レース」で最後の優出を果たした（4号艇3コース進入5着）。2004年5月16日の徳山一般戦「山口新聞社杯争奪 第21回太華賞競走」最終日6Rで最後の勝利（5号艇3コース進入）を挙げ、同日11Rが最後の出走（2号艇2コース進入6着）となった。同年引退。
引退後はJLC解説者・サンケイスポーツ評論家を務めている。
2007年、ボートレースの殿堂入りを果たした。
2022年7月7日、腎臓病の悪化により死去。78歳没。

## 獲得タイトル
※太字はSGレース
- 1971年 - 児島開設19周年記念競走
- 1972年 - 福岡開設19周年記念競走
- 1981年 - 三国開設28周年記念競走
- 1983年 - 近畿地区選手権競走（三国）
- 1985年 - 近畿地区選手権競走（尼崎）、住之江開設28周年記念競走
- 1986年 - 児島開設34周年記念競走、平和島開設32周年記念競走
- 1987年 - 平和島開設33周年記念競走
- 1989年 - 福岡開設36周年記念競走
- 1990年 - 高松宮記念特別競走
- 1992年 - 高松宮記念特別競走
- 1993年 - 第40回全日本選手権競走（戸田）